# Asuka Cambridge
Asuka "Aska" Antonio Cambridge (jap. ｹﾝﾌﾞﾘｯｼﾞ飛鳥; ur. 31 maja 1993) – japoński lekkoatleta specjalizujący się w biegach sprinterskich.
Podczas mistrzostw świata juniorów w 2012 dotarł do półfinału biegu na 200 metrów oraz wraz z kolegami z reprezentacji zdobył brązowy medal w biegu rozstawnym 4 x 100 metrów. Złoty medalista igrzysk Azji Wschodniej (2013). W 2016 wszedł w skład japońskiej sztafety 4 x 100 metrów, która zdobyła srebro igrzysk olimpijskich w Rio de Janeiro.
Rekordy życiowe: bieg na 100 metrów – 10,03 (29 sierpnia 2020, Fukui) / 9,98 (15 kwietnia 2017, Clermont); bieg na 200 metrów – 20,62 (9 czerwca 2013, Tokio) / 20,49 (22 maja 2016, Kumagaya).
Jest synem Japonki i Jamajczyka.